# Banmédica
Banmédica es un holding multinacional chileno con presencia en Chile, Argentina y Colombia a través de varias empresas de clínicas, laboratorios especializados, centros médicos, isapre y unidades de rescate médico.
Banmédica se inicia como sociedad anónima abierta en el año 1988, cuando fue privatizada, quedando la propiedad distribuida entre médicos (36%), empleados (30%) y particulares. 
En la etapa de constitución las principales filiales fueron las sociedades Clínica Dávila y Clínica Santa María. En 1990 Banmédica se estructuró como holding, creándose para ello la sociedad Isapre Banmédica S.A., donde se concentra toda la actividad previsional de salud. Un año después se creó la Compañía de Seguros de Vida Banrenta, para operar principalmente en el rubro de las rentas, no obstante de haber incorporado en forma paulatina las líneas tradicionales de seguros de vida y salud.
En 1992 se incorporaron Clínica Avansalud, la clínica ambulatoria más grande del país, con una participación de 10%, y Clínica Iquique, principal institución privada de esa ciudad, en la que Banmédica S.A. controla 13,1% del capital.
En 1994 se incursionó en el campo internacional, ingresando como socio a la Administradora de Fondos Previsionales Horizonte, en Perú. En marzo de 1997 Banmédica S.A. vendió el 100% de su participación en la AFP peruana. 
Ese mismo año, Banmédica S.A. se asoció con los grupos empresariales argentinos Alindar y ABN AMRO Bank de Países Bajos, para incursionar en el área de la seguridad social en Argentina, dando origen a Previar S.A., sociedad cuyo principal activo es la propiedad del 100% de las acciones de Administradora de Fondos de Jubilaciones y Pensiones (A.F.J.P.) Anticipar; la empresa ingresó con una participación de 20,43%. 
Durante los 2000 se suma Clínica Vespucio a la red de prestadores de salud de Banmédica S.A.
Durante varios años ha materializado varios proyectos de expansión tanto en Argentina como en Colombia.